# (7365) Sejong
(7365) Sejong (1996 QV1) – planetoida z pasa głównego asteroid okrążająca Słońce w ciągu 3,29 lat w średniej odległości 2,21 j.a. Odkryta 18 sierpnia 1996 roku.